# Valle Magrera
La valle Magrera è una valle della provincia di Lecco di modeste dimensioni e fortemente urbanizzata. Si estende tra il Lario e il lago di Annone compresa tra il monte Barro a sud ed il Cornizzolo, il gruppo montuoso dei Corni di Canzo e del monte Moregallo a nord.
La valle è divisa fra più comuni, ma solo tre sono ubicati in essa: Malgrate,  Valmadrera e Civate (anche se parte di quest'ultimo abitato è già fuori dalla valle).
Nella valle scorrono alcuni torrenti come il Toscio e l'Inferno a carattere stagionale e solo uno permanente: il Rio Torto che l'attraversa tutta da parte a parte.